# Vestignè
Vestignè é uma comuna italiana da região do Piemonte, província de Turim, com cerca de 858 habitantes. Estende-se por uma área de 12 km², tendo uma densidade populacional de 72 hab/km². Faz fronteira com Ivrea, Albiano d'Ivrea, Strambino, Caravino, Borgomasino, Vische.

## Demografia
| Variação demográfica do município entre 1861 e 2011                               |
|                                                                                   |
| Fonte: Istituto Nazionale di Statistica (ISTAT) - Elaboração gráfica da Wikipedia |